# Wyspa San Giulio

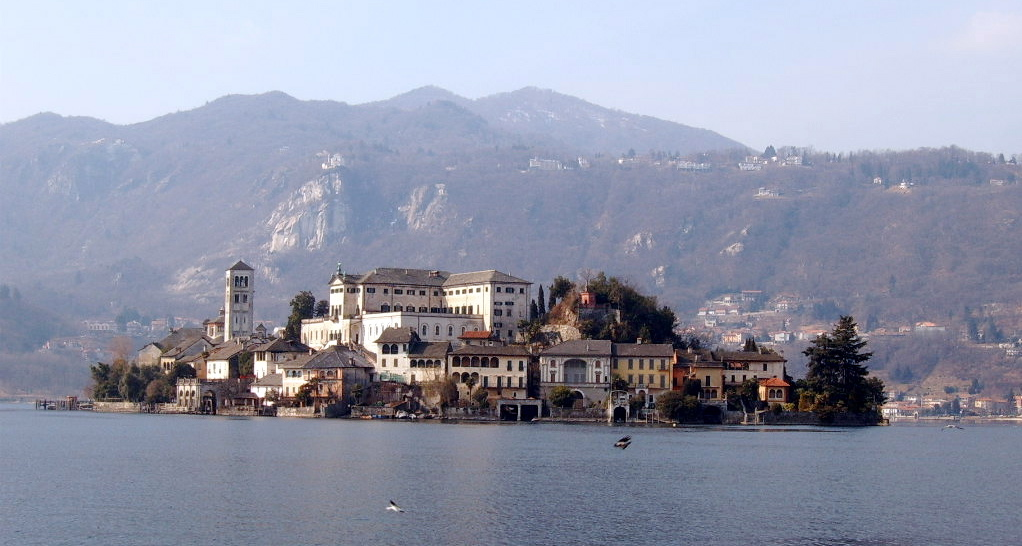
Wyspa San Giulio

Wyspa San Giulio – wyspa leżąca w południowej części jeziora Lago d’Orta, leżącego w północnych Włoszech (wschodni kraniec Piemont, prowincja Novara). Nazwa wyspy pochodzi od świętego żyjącego w IV wieku n.e., który miał wedle legendy wypędzić z niej smoki i węże.

## Opis wyspy
Niewielka pokryta wzniesieniami wyspa ma długość 275 m i szerokość 140 m. Na San Giulio znajduje się barokowa Bazylika świętego Giulio (Basilica di San Giulio), w której znajdują się szczątki świętego. Na wyspę można dostać się statkiem z pobliskiego miasta Orta San Giulio. Wyspa stanowi atrakcję turystyczną.

## Legenda
Wedle miejscowej legendy święty Giulio (Juliusz z Novary) chcąc dostać się na wyspę, popłynął na swoim płaszczu. Miejscowi rybacy nie chcieli przewieźć na wyspę misjonarza, gdyż bali się żyjących na wyspie smoków. Święty po dostaniu się na wyspę miał zaprzęgnąć do wozu wilki i przepędzić z niej smoki i węże. Tam też zbudował kościół. Obecnie święty Giulio jest patronem wyspy.